# Yoakemae
「yoakemae」（ヨアケマエ）は、Base Ball Bearの12枚目のシングル。

## 解説
- 前作「Stairway Generation」から約1年10か月ぶりのリリースとなる2011年第1弾シングル。
- CD-EXTRA仕様で、ツアーのドキュメント映像「僕の目（仮）-前編-」（Derected by 小出祐介）が収録された。
- 初回限定盤には「まだ言えないワンマンライブ」第一次特別先行情報などが封入された。このライブはバンド史上2度目となる日本武道館単独公演であった。

## 収録曲
- 全作詞・作曲：小出祐介、全編曲：Base Ball Bear

1. yoakemae
  - TBS系『COUNT DOWN TV』2011年6月度オープニングテーマ
  - ニッポン放送『Hi-Hiのオールナイトニッポン0(ZERO)』オープニングテーマ
    - 選考基準は「番組開始後、リスナーから最初に届いたFAX」であり、この番組が放送されている時間帯が午前3時から5時の「夜明け前」であることもあって採用された。

  - 時間は“27”
  - PV監督は須藤カンジ。
  - 4thアルバム『新呼吸』、ベストアルバム『バンドBのベスト』・『増補改訂完全版「バンドBのベスト」』収録。
    - すべて「hontou_no_yoakemae ver.」としてアルバムバージョンで収録されている。

  - ライブでは歌詞が一部追加・変更された「yoakemae (take2)」として演奏されることがある。
2. Fragile Baby
  - 時間は“18.5”
  - 4thアルバム『新呼吸』ではアナザーストーリー的立ち位置の曲である（ただし、『新呼吸』には収録されていない）。